# Acer linganense
Acer linganense är en kinesträdsväxtart som beskrevs av W.P. Fang & P.L. Chiu. Acer linganense ingår i släktet lönnar, och familjen kinesträdsväxter. Inga underarter finns listade i Catalogue of Life.